# Pystira cyanothorax
Pystira cyanothorax là một loài nhện trong họ Salticidae.
Loài này thuộc chi Pystira. Pystira cyanothorax được Tord Tamerlan Teodor Thorell miêu tả năm 1881.